# Seznam dílů seriálu Columbo

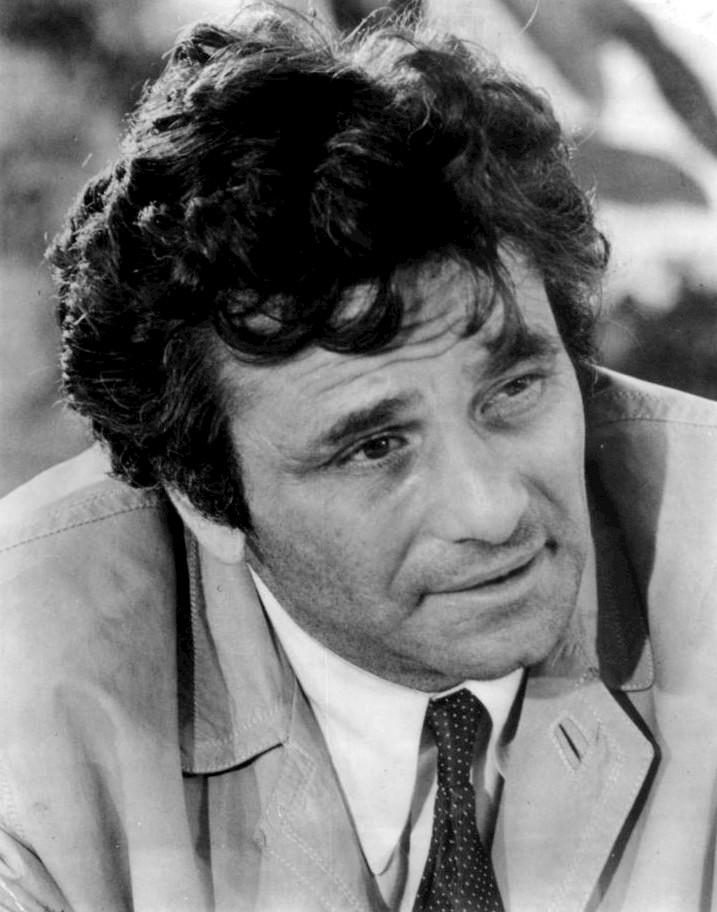
Reklamní fotografie Petera Falka jako Colomba.

Toto je seznam dílů seriálu Columbo. Americký kriminální seriál Columbo vysílala stanice NBC mezi lety 1968 a 1978 a ABC mezi lety 1989 a 2003. Seriál má celkem 69 dílů. 
Na české obrazovky se dostal seriál poprvé v letech 1975–1979 jako nahodilý 12dílný výběr pod názvem Inspektor Colombo (změna jména Columbo-Colombo) s dabingem Petra Haničince v hlavní roli.
V roce 1996 se Columbo na české obrazovky vrátil, tentokrát už byly postupně odvysílány všechny díly, přičemž dříve uvedené díly získaly nový dabing.
Petr Haničinec nadaboval 15 dílů (některé už podruhé), ale pak musel být kvůli úrazu nahrazen Dalimilem Klapkou.
Celý seriál vyšel v Česku na DVD ve dvou edicích, využit byl pozdější dabing.  

## Přehled řad
| Řada | Díly | Premiéra v USA     | Premiéra v USA  | Premiéra v ČR      | Premiéra v ČR             |
| Řada | Díly | První díl          | Poslední díl    | První díl          | Poslední díl              |
| ---- | ---- | ------------------ | --------------- | ------------------ | ------------------------- |
| 0    | 2    | 20. února 1968     | 1. března 1971  | 1996               | 26. září 1998             |
| 1    | 7    | 15. září 1971      | 9. února 1972   | 1996               | 30. března 1997 nebo 1998 |
| 2    | 8    | 17. září 1972      | 25. března 1973 | 1996               | 2. března 1997            |
| 3    | 8    | 23. září 1973      | 5. května 1974  | 1996               | 18. října 1998            |
| 4    | 6    | 15. září 1974      | 27. dubna 1975  | 1996               | 2. února 1997             |
| 5    | 6    | 14. září 1975      | 2. května 1976  | 17. listopadu 1996 | 22. listopadu 1998        |
| 6    | 3    | 10. října 1976     | 22. května 1977 | 1996               | 22. prosince 1996         |
| 7    | 5    | 21. listopadu 1977 | 13. května 1978 | 1996               | 1. dubna 1997 nebo 1998   |
| 8    | 4    | 6. února 1989      | 1. května 1989  | 1996               | 5. ledna 1997 nebo 1998   |
| 9    | 6    | 25. listopadu 1989 | 14. května 1990 | 8. ledna 1996      | 12. ledna 1997 nebo 1998  |
| 10   | 14   | 9. prosince 1990   | 30. ledna 2003  | 1996               | 2. ledna 2006             |

## Seznam dílů
Seznam dílů podle amerického pořadí. Data českých premiér jsou podle vysílání na TV Nova (tzn. druhého dabingu) od roku 1996,
kdy byly díly řazeny velmi nahodile. Při reprízách a českém vydání na DVD se už více dodržuje původní pořadí.
V televizním programu nebyly v mnoha případech uvedeny názvy dílu, proto není zatím možné sestavit kompletní tabulku premiér kvůli 20 dílům.

### Pilotní epizody
| Č. v seriálu | Č. v řadě | Původní název         | Český název        | Dabér  | Režie          | Scénář                                                      | Délka    | Premiéra v USA | Premiéra v ČR |
| ------------ | --------- | --------------------- | ------------------ | ------ | -------------- | ----------------------------------------------------------- | -------- | -------------- | ------------- |
| 1            | 1         | Prescription: Murder  | Vražda na předpis  | Klapka | Richard Irving | Richard Levinson, William Link podle vlastní hry            | 95 minut | 20. února 1968 | 26. září 1998 |
| 2            | 2         | Ransom for a Dead Man | Výkupné za mrtvého | Klapka | Richard Irving | námět: Richard Levinson, William Link scénář: Dean Hargrove | 91 minut | 1. března 1971 | 1996          |

### První řada (1971–1972)
| Č. v seriálu | Č. v řadě | Původní název        | Český název               | Dabér     | Režie               | Scénář                                                               | Délka    | Premiéra v USA     | Premiéra v ČR   |
| ------------ | --------- | -------------------- | ------------------------- | --------- | ------------------- | -------------------------------------------------------------------- | -------- | ------------------ | --------------- |
| 3            | 1         | Murder by the Book   | Vražda podle knihy        | Haničinec | Steven Spielberg    | Steven Bochco                                                        | 73 minut | 15. září 1971      | 30. března 1997 |
| 4            | 2         | Death Lends a Hand   | Smrt nabízí pomocnou ruku | Haničinec | Bernard L. Kowalski | Richard Levinson, William Link                                       | 73 minut | 6. října 1971      | 23. března 1997 |
| 5            | 3         | Dead Weight          | Semínko pochyb            | Haničinec | Jack Smight         | John T. Dugan                                                        | 73 minut | 27. října 1971     | 26. ledna 1997  |
| 6            | 4         | Suitable for Framing | Prázdný rám               | Haničinec | Hy Averback         | Jackson Gillis                                                       | 73 minut | 17. listopadu 1971 | 1996 nebo 1998  |
| 7            | 5         | Lady in Waiting      | Její příležitost          | Haničinec | Norman Lloyd        | námět: Barney Slater scénář: Steven Bochco                           | 73 minut | 15. prosince 1971  | 1996 nebo 1998  |
| 8            | 6         | Short Fuse           | Past                      | Haničinec | Edward M. Abrams    | námět: Lester Pine, Tina Pine, Jackson Gillis scénář: Jackson Gillis | 72 minut | 19. ledna 1972     | 16. března 1997 |
| 9            | 7         | Blueprint for Murder | Vražda podle plánu        | Klapka    | Peter Falk          | námět: William Kelley scénář: Steven Bochco                          | 72 minut | 9. února 1972      | 1996            |

### Druhá řada (1972–1973)
| Č. v seriálu | Č. v řadě | Původní název              | Český název | Dabér     | Režie              | Scénář                                                                        | Délka    | Premiéra v USA     | Premiéra v ČR  |
| ------------ | --------- | -------------------------- | --- | --------- | ------------------ | ----------------------------------------------------------------------------- | -------- | ------------------ | -------------- |
| 10           | 1         | Étude in Black             | Etuda v černém | Klapka    | Nicholas Colasanto | námět: Richard Levinson a William Link scénář: Steven Bochco                  | 92 minut | 17. září 1972      | 20. srpna 1996 |
| 11           | 2         | The Greenhouse Jungle      | Džungle ve skleníku | Haničinec | Boris Sagal        | Jonathan Latimer                                                              | 71 minut | 15. října 1972     | 2. března 1997 |
| 12           | 3         | The Most Crucial Game      | Rozhodující zápas | Klapka    | Jeremy Kagan       | John T. Dugan                                                                 | 71 minut | 5. listopadu 1972  | 8. září 1996   |
| 13           | 4         | Dagger of the Mind         | S dýkou v mysli | Klapka    | Richard Quine      | námět: Richard Levinson a William Link scénář: Jackson Gillis                 | 93 minut | 26. listopadu 1972 | 15. září 1996  |
| 14           | 5         | Requiem for a Falling Star | Rekviem pro padající hvězdu Rekviem pro zapadající hvězdu (DVD Světový seriál) Rekviem za padající hvězdu (ČT, čtené titulky) | Klapka    | Richard Quine      | Jackson Gillis                                                                | 70 minut | 21. ledna 1973     | 1996           |
| 15           | 6         | A Stitch in Crime          | Zločinný steh | Haničinec | Hy Averback        | Shirl Hendryx                                                                 | 70 minut | 11. února 1973     | 9. února 1997  |
| 16           | 7         | The Most Dangerous Match   | Nebezpečná hra | Haničinec | Edward M. Abroms   | námět: Jackson Gillis, Richard Levinson a William Link scénář: Jackson Gillis | 70 minut | 4. března 1973     | 16. února 1997 |
| 17           | 8         | Double Shock               | Dvojitý šok | Klapka    | Robert Butler      | námět: Jackson Gillis, Richard Levinson a William Link scénář: Steven Bochco  | 71 minut | 25. března 1973    | 1996           |

### Třetí řada (1973–1974)
| Č. v seriálu | Č. v řadě | Původní název           | Český název                                          | Dabér     | Režie              | Scénář                                                                                        | Délka    | Premiéra v USA    | Premiéra v ČR      |
| ------------ | --------- | ----------------------- | ---------------------------------------------------- | --------- | ------------------ | --------------------------------------------------------------------------------------------- | -------- | ----------------- | ------------------ |
| 18           | 1         | Lovely But Lethal       | Sladká, leč smrtící                                  | Haničinec | Jeannot Szwarc     | námět: Myrna Bercovici scénář: Jackson Gillis                                                 | 71 minut | 23. září 1973     | 1996 nebo 1998     |
| 19           | 2         | Any Old Port in a Storm | To je vražda, řeklo portské                          | Klapka    | Leo Penn           | námět: Larry Cohen scénář: Stanley Ralph Ross                                                 | 91 minut | 7. října 1973     | 13. října 1996     |
| 20           | 3         | Candidate for Crime     | Kandidát zločinu                                     | Klapka    | Boris Sagal        | námět: Larry Cohen scénář: Irving Pearlberg, Alvin R. Friedman, Roland Kibbee a Dean Hargrove | 94 minut | 4. listopadu 1973 | 6. října 1996      |
| 21           | 4         | Double Exposure         | Dvojexpozice                                         | Klapka    | Richard Quine      | Stephen J. Cannell                                                                            | 70 minut | 16. prosince 1973 | 18. října 1998     |
| 22           | 5         | Publish or Perish       | Vydat nebo zemřít Vydat, nebo zemřít (ČT)            | Klapka    | Robert Butler      | Peter S. Fischer                                                                              | 71 minut | 13. ledna 1974    | 22. září 1996      |
| 23           | 6         | Mind Over Mayhem        | Dobrá pověst nadevše Dobrá pověst nade vše (DVD, ČT) | Klapka    | Alf Kjellin        | námět: Robert Specht scénář: Steven Bochco, Dean Hargrove a Roland Kibbee                     | 70 minut | 10. února 1974    | 27. října 1996     |
| 24           | 7         | Swan Song               | Labutí píseň                                         | Klapka    | Nicholas Colasanto | námět: Stanley Ralph Ross scénář: David Rayfiel                                               | 94 minut | 3. března 1974    | 3. listopadu 1996  |
| 25           | 8         | A Friend in Deed        | V nouzi poznáš přítele                               | Klapka    | Ben Gazzara        | Peter S. Fischer                                                                              | 94 minut | 5. května 1974    | 10. listopadu 1996 |

### Čtvrtá řada (1974–1975)
| Č. v seriálu | Č. v řadě | Původní název           | Český název         | Dabér     | Režie               | Scénář                                                            | Délka    | Premiéra v USA | Premiéra v ČR      |
| ------------ | --------- | ----------------------- | ------------------- | --------- | ------------------- | ----------------------------------------------------------------- | -------- | -------------- | ------------------ |
| 26           | 1         | An Exercise in Fatality | Osudné cvičení      | Klapka    | Bernard L. Kowalski | námět: Larry Cohen scénář: Peter S. Fischer                       | 94 minut | 15. září 1974  | 1996               |
| 27           | 2         | Negative Reaction       | Obrácený negativ    | Klapka    | Alf Kjellin         | Peter S. Fischer                                                  | 92 minut | 6. října 1974  | 20. října 1996     |
| 28           | 3         | By Dawn's Early Light   | Za úsvitu           | Klapka    | Harvey Hart         | Howard Berk                                                       | 94 minut | 27. října 1974 | 29. září 1996      |
| 29           | 4         | Troubled Waters         | Rozbouřené vody     | Klapka    | Ben Gazzara         | námět: Jackson Gillis a William Driskill scénář: William Driskill | 94 minut | 9. února 1975  | 24. listopadu 1996 |
| 30           | 5         | Playback                | Vražda na videu     | Klapka    | Bernard L. Kowalski | David P. Lewis a Booker T. Bradshaw                               | 71 minut | 2. března 1975 | 9. července 1996   |
| 31           | 6         | A Deadly State of Mind  | Vrah zavolá v deset | Haničinec | Harvey Hart         | Peter S. Fischer                                                  | 71 minut | 27. dubna 1975 | 2. února 1997      |

### Pátá řada (1975–1976)
| Č. v seriálu | Č. v řadě | Původní název                | Český název                 | Dabér  | Režie            | Scénář                                | Délka    | Premiéra v USA    | Premiéra v ČR      |
| ------------ | --------- | ---------------------------- | --------------------------- | ------ | ---------------- | ------------------------------------- | -------- | ----------------- | ------------------ |
| 32           | 1         | Forgotten Lady               | Zapomenutá dáma             | Klapka | Harvey Hart      | William Driskill                      | 93 minut | 14. září 1975     | 15. prosince 1996  |
| 33           | 2         | A Case of Immunity           | Případ diplomatické imunity | Klapka | Ted Post         | námět: James Menzies scénář: Lou Shaw | 71 minut | 12. října 1975    | 1. prosince 1996   |
| 34           | 3         | Identity Crisis              | Krize identity              | Klapka | Patrick McGoohan | William Driskill                      | 94 minut | 2. listopadu 1975 | 8. prosince 1996   |
| 35           | 4         | A Matter of Honor            | Smrt v aréně                | Klapka | Ted Post         | Brad Radnitz                          | 71 minut | 1. února 1976     | 17. listopadu 1996 |
| 36           | 5         | Now You See Him...           | Kouzelné alibi              | Klapka | Harvey Hart      | Michael Sloan                         | 85 minut | 29. února 1976    | 22. listopadu 1998 |
| 37           | 6         | Last Salute to the Commodore | Poslední pocta komodorovi   | Klapka | Patrick McGoohan | Jackson Gillis                        | 92 minut | 2. května 1976    | 29. prosince 1996  |

### Šestá řada (1976–1977)
| Č. v seriálu | Č. v řadě | Původní název                       | Český název           | Dabér  | Režie               | Scénář                                                    | Délka    | Premiéra v USA     | Premiéra v ČR     |
| ------------ | --------- | ----------------------------------- | --------------------- | ------ | ------------------- | --------------------------------------------------------- | -------- | ------------------ | ----------------- |
| 38           | 1         | Fade in to Murder                   | Posvítit si na vraždu | Klapka | Bernard L. Kowalski | námět: Henry Garson scénář: Lou Shaw a Peter S. Feibleman | 70 minut | 10. října 1976     | 1996              |
| 39           | 2         | Old Fashioned Murder                | Staromódní vražda     | Klapka | Robert Douglas      | námět: Lawrence Vail scénář: Peter S. Feibleman           | 73 minut | 28. listopadu 1976 | 1996              |
| 40           | 3         | The Bye-Bye Sky High IQ Murder Case | Případ vysokého IQ    | Klapka | Sam Wanamaker       | Robert Malcolm Young                                      | 70 minut | 22. května 1977    | 22. prosince 1996 |

### Sedmá řada (1977–1978)
| Č. v seriálu | Č. v řadě | Původní název            | Český název              | Dabér     | Režie          | Scénář                                                     | Délka    | Premiéra v USA     | Premiéra v ČR  |
| ------------ | --------- | ------------------------ | ------------------------ | --------- | -------------- | ---------------------------------------------------------- | -------- | ------------------ | -------------- |
| 41           | 1         | Try and Catch Me         | Zkus mě chytit           | Haničinec | James Frawley  | námět: Gene Thompson scénář: Gene Thompson a Paul Tuckahoe | 70 minut | 21. listopadu 1977 | 9. března 1997 |
| 42           | 2         | Murder Under Glass       | Smrt ve sklence vína     | Haničinec | Jonathan Demme | Robert van Scoyk                                           | 71 minut | 30. ledna 1978     | 23. února 1997 |
| 43           | 3         | Make Me a Perfect Murder | Předveď dokonalou vraždu | Klapka    | James Frawley  | Robert Blees                                               | 94 minut | 25. února 1978     | 19. ledna 1997 |
| 44           | 4         | How to Dial a Murder     | Jak vytočit vraždu       | Klapka    | James Frawley  | námět: Anthony Lawrence scénář: Tom Lazarus                | 70 minut | 15. dubna 1978     | 1. dubna 1996  |
| 45           | 5         | The Conspirators         | Spiklenci                | Haničinec | Leo Penn       | Howard Berk                                                | 94 minut | 13. května 1978    | 1996 nebo 1998 |

### Osmá řada (1989)
| Č. v seriálu | Č. v řadě | Původní název                  | Český název              | Dabér  | Režie         | Scénář                 | Délka    | Premiéra v USA | Premiéra v ČR   |
| ------------ | --------- | ------------------------------ | ------------------------ | ------ | ------------- | ---------------------- | -------- | -------------- | --------------- |
| 46           | 1         | Columbo Goes to the Guillotine | Columbo jde pod gilotinu | Klapka | Leo Penn      | William Read Woodfield | 89 minut | 6. února 1989  | 28. května 1996 |
| 47           | 2         | Murder, Smoke and Shadows      | Vražda, kouř a stíny     | Klapka | James Frawley | Richard Alan Simmons   | 91 minut | 27. února 1989 | 1996 nebo 1998  |
| 48           | 3         | Sex and the Married Detective  | Sex a ženatý detektiv    | Klapka | James Frawley | Jerry Ludwig           | 90 minut | 3. dubna 1989  | 5. ledna 1997   |
| 49           | 4         | Grand Deceptions               | Velké podvody            | Klapka | Sam Wanamaker | Sy Salkowitz           | 91 minut | 1. května 1989 | 15. dubna 1996  |

### Devátá řada (1989–1990)
| Č. v seriálu | Č. v řadě | Původní název               | Český název                                                                              | Dabér     | Režie            | Scénář                                                                                           | Délka    | Premiéra v USA     | Premiéra v ČR  |
| ------------ | --------- | --------------------------- | ---------------------------------------------------------------------------------------- | --------- | ---------------- | ------------------------------------------------------------------------------------------------ | -------- | ------------------ | -------------- |
| 50           | 1         | Murder: A Self Portrait     | Vražda jako autoportrét                                                                  | Klapka    | James Frawley    | Robert Sherman                                                                                   | 89 minut | 25. listopadu 1989 | 1996 nebo 1998 |
| 51           | 2         | Columbo Cries Wolf          | Planý poplach                                                                            | Klapka    | Daryl Duke       | námět: Richard Levinson a William Link (neobjevil se v titulcích) scénář: William Read Woodfield | 92 minut | 20. ledna 1990     | 8. ledna 1996  |
| 52           | 3         | Agenda for Murder           | Na programu vražda                                                                       | Klapka    | Patrick McGoohan | Jeffrey Bloom                                                                                    | 92 minut | 10. února 1990     | 15. ledna 1996 |
| 53           | 4         | Rest in Peace, Mrs. Columbo | Odpočívejte v pokoji, paní Columbová                                                     | Klapka    | Vincent McEveety | Peter S. Fischer                                                                                 | 93 minut | 31. března 1990    | 4. června 1996 |
| 54           | 5         | Uneasy Lies the Crown       | Smrtící korunka                                                                          | Haničinec | Alan J. Levi     | Steven Bochco                                                                                    | 92 minut | 28. dubna 1990     | 1996 nebo 1998 |
| 55           | 6         | Murder in Malibu            | Žonglér – vražda v Malibu Žonglér – Vražda v Malibu Vražda v Malibu (DVD Světový seriál) | Klapka    | Walter Grauman   | Jackson Gillis                                                                                   | 90 minut | 14. května 1990    | 12. ledna 1997 |

### Desátá řada a speciály (1990–2003)
| Č. v seriálu | Č. v řadě | Původní název                                   | Český název                                                        | Dabér  | Režie            | Scénář                                                             | Délka    | Premiéra v USA     | Premiéra v ČR     |
| ------------ | --------- | ----------------------------------------------- | ------------------------------------------------------------------ | ------ | ---------------- | ------------------------------------------------------------------ | -------- | ------------------ | ----------------- |
| 56           | 1         | Columbo Goes to College                         | Columbo na univerzitě                                              | Klapka | E.W. Swackhamer  | námět: Jeffrey Bloom a Frederick King Keller scénář: Jeffrey Bloom | 90 minut | 9. prosince 1990   | 8. dubna 1996     |
| 57           | 2         | Caution: Murder Can Be Hazardous to Your Health | Vražda škodí zdraví                                                | Klapka | Daryl Duke       | Sonia Wolf, Patricia Ford a April Raynell                          | 87 minut | 20. února 1991     | 1996 nebo 1998    |
| 58           | 3         | Columbo and the Murder of a Rock Star           | Columbo a vražda rockové hvězdy                                    | Klapka | Alan J. Levi     | William Read Woodfield                                             | 92 minut | 29. dubna 1991     | 1996 nebo 1998    |
| 59           | 4         | Death Hits the Jackpot                          | Smrt bere jackpot                                                  | Klapka | Vincent McEveety | Jeffrey Bloom                                                      | 93 minut | 15. prosince 1991  | 25. června 1996   |
| 60           | 5         | No Time to Die                                  | Není čas na umírání Není čas umírat (DVD Světový seriál)           | Klapka | Alan J. Levi     | námět: Ed McBain scénář: Robert van Scoyk                          | 88 minut | 15. března 1992    | 1996              |
| 61           | 6         | A Bird in the Hand...                           | Vrabec v hrsti                                                     | Klapka | Vincent McEveety | Jackson Gillis                                                     | 89 minut | 22. listopadu 1992 | 7. května 1996    |
| 62           | 7         | It's All in the Game                            | Ve hře je všechno                                                  | Klapka | Vincent McEveety | Peter Falk                                                         | 91 minut | 31. října 1993     | 30. dubna 1996    |
| 63           | 8         | Butterfly in Shades of Grey                     | Motýl v šedých stínech Motýl v odstínech šedi (DVD Světový seriál) | Klapka | Dennis Dugan     | Peter S. Fischer                                                   | 89 minut | 10. ledna 1994     | 1996              |
| 64           | 9         | Undercover                                      | Columbo v přestrojení                                              | Klapka | Vincent McEveety | námět: Ed McBain scénář: Gerry Day                                 | 89 minut | 2. května 1994     | 1996              |
| 65           | 10        | Strange Bedfellows                              | Podivní spojenci                                                   | Klapka | Vincent McEveety | Lawrence Vail                                                      | 90 minut | 8. května 1995     | 1996              |
| 66           | 11        | A Trace of Murder                               | Vražedné stopy                                                     | Klapka | Vincent McEveety | Charles Kipps                                                      | 89 minut | 15. května 1997    | 14. prosince 2000 |
| 67           | 12        | Ashes to Ashes                                  | Popel popelu                                                       | Klapka | Patrick McGoohan | Jeffrey Hatcher                                                    | 87 minut | 8. října 1998      | 21. prosince 2000 |
| 68           | 13        | Murder With Too Many Notes                      | Vražda s příliš mnoha notami                                       | Klapka | Patrick McGoohan | námět: Jeffrey Cava scénář: Jeffrey Cava a Patrick McGoohan        | 86 minut | 12. března 2001    | 9. prosince 2001  |
| 69           | 14        | Columbo Likes the Nightlife                     | Columbo má rád noční život                                         | Klapka | Jeffrey Reiner   | Michael Alaimo                                                     | 85 minut | 30. ledna 2003     | 2. ledna 2006     |

## Inspektor Colombo
Výběr dvanácti dílů odvysílaných na Československé televizi v letech 1975 až 1977 pod názvem Inspektor Colombo.
Všechny nadaboval Petr Haničinec a všechny byly později uvedeny s novým názvem a novým dabingem, kdy většinu předaboval opět Petr Haničinec, část Dalimil Klapka.
| Pův. č. v seriálu | Č. ve výběru | Původní název           | Český název         | Pozdější český název        | Režie               | Scénář                                                                       | Délka    | Premiéra v USA     | Premiéra v ČSSR    | Pozdější dabér |
| ----------------- | ------------ | ----------------------- | ------------------- | --------------------------- | ------------------- | ---------------------------------------------------------------------------- | -------- | ------------------ | ------------------ | -------------- |
| 5                 | 1            | Dead Weight             | Pohled z moře       | Semínko pochyb              | Jack Smight         | John T. Dugan                                                                | 73 minut | 27. října 1971     | 5. července 1975   | Haničinec      |
| 6                 | 2            | Suitable for Framing    | Zrádné otisky       | Prázdný rám                 | Hy Averback         | Jackson Gillis                                                               | 73 minut | 17. listopadu 1971 | 26. července 1975  | Haničinec      |
| 8                 | 3            | Short Fuse              | Rozbuška            | Past                        | Edward M. Abrams    | námět: Lester Pine, Tina Pine, Jackson Gillis scénář: Jackson Gillis         | 72 minut | 19. ledna 1972     | 27. září 1975      | Haničinec      |
| 4                 | 4            | Death Lends a Hand      | Trik z dětství      | Smrt nabízí pomocnou ruku   | Bernard L. Kowalski | Richard Levinson, William Link                                               | 73 minut | 6. října 1971      | 18. října 1975     | Haničinec      |
| 7                 | 5            | Lady in Waiting         | Dáma na čekané      | Její příležitost            | Norman Lloyd        | námět: Barney Slater scénář: Steven Bochco                                   | 73 minut | 15. prosince 1971  | 15. listopadu 1975 | Haničinec      |
| 3                 | 6            | Murder by the Book      | Námět na detektivku | Vražda podle knihy          | Steven Spielberg    | Steven Bochco                                                                | 73 minut | 15. září 1971      | 6. prosince 1975   | Haničinec      |
| 25                | 7            | A Friend in Deed        | Přítel              | V nouzi poznáš přítele      | Ben Gazzara         | Peter S. Fischer                                                             | 94 minut | 5. května 1974     | 14. října 1978     | Klapka         |
| 17                | 8            | Double Shock            | Dvojí šok           | Dvojitý šok                 | Robert Butler       | námět: Jackson Gillis, Richard Levinson a William Link scénář: Steven Bochco | 71 minut | 25. března 1973    | 18. listopadu 1978 | Klapka         |
| 27                | 9            | Negative Reaction       | Převrácený negativ  | Obrácený negativ            | Alf Kjellin         | Peter S. Fischer                                                             | 92 minut | 6. října 1974      | 3. března 1979     | Klapka         |
| 18                | 10           | Lovely But Lethal       | Smrtící krása       | Sladká, leč smrtící         | Jeannot Szwarc      | námět: Myrna Bercovici scénář: Jackson Gillis                                | 71 minut | 23. září 1973      | 21. července 1979  | Haničinec      |
| 41                | 11           | Try and Catch Me        | Posmrtné svědectví  | Zkus mě chytit              | James Frawley       | námět: Gene Thompson scénář: Gene Thompson a Paul Tuckahoe                   | 70 minut | 21. listopadu 1977 | 15. září 1979      | Haničinec      |
| 19                | 12           | Any Old Port in a Storm | Portské             | To je vražda, řeklo portské | Leo Penn            | námět: Larry Cohen scénář: Stanley Ralph Ross                                | 91 minut | 7. října 1973      | 3. listopadu 1979  | Klapka         |

## Vydání na DVD
V Česku se prodával celý seriál ve dvou edicích. Od ledna 2008 vycházel v edici od vydavatele Česká Média Amercom v dvoutýdenních intervalech s jedním dílem na DVD, celkem 69 DVD, přibližně podle amerického pořadí vysílání (první pilotní díl je zařazen až na DVD s číslem 8). Od prosince 2008 vycházel souběžně v edici Světový seriál společně s novinami Aha! v týdenním intervalu a dvěma epizodami na jednom DVD, celkem 35 DVD, a přesně v pořadí dle amerických televizních premiér (dva pilotní díly nečísluje). Na obou byl využit dabing z televize Nova. DVD od vydavatele Česká Média Amercom byla dražší, navíc pouze s jedním dílem na DVD, ale disk byl uložen v krabičce, přiložen byl i krátký časopis, a na rozdíl od edice Světový seriál měl seriál na DVD lepší obrazovou kvalitu.
Columbo (Česká Média Amercom)
- pilot – Výkupné za mrtvého (vyšlo společně s druhým DVD)
- 1 – Vražda podle knihy
- 2 – Smrt nabízí pomocnou ruku
- 3 – Semínko pochyb
- 4 – Prázdný rám
- 5 – Její příležitost
- 6 – Past
- 7 – Vražda podle plánu
- 8 – Vražda na předpis
- 9 – Etuda v černém
- 10 – Džungle ve skleníku
- 11 – Rozhodující zápas
- 12 – S dýkou v mysli
- 13 – Rekviem pro padající hvězdu
- 14 – Zločinný steh
- 15 – Nebezpečná hra
- 16 – Dvojitý šok
- 17 – Sladká, leč smrtící
- 18 – To je vražda, řeklo portské
- 19 – Kandidát zločinu
- 20 – Dvojexpozice
- 21 – Vydat nebo zemřít
- 22 – Dobrá pověst nade vše
- 23 – V nouzi poznáš přítele
- 24 – Labutí píseň
- 25 – Osudné cvičení
- 26 – Obrácený negativ
- 27 – Za úsvitu
- 28 – Rozbouřené vody
- 29 – Vražda na videu
- 30 – Vrah zavolá v deset
- 31 – Zapomenutá dáma
- 32 – Případ diplomatické imunity
- 33 – Krize identity
- 34 – Smrt v aréně
- 35 – Kouzelné alibi
- 36 – Poslední pocta komodorovi
- 37 – Posvítit si na vraždu
- 38 – Staromódní vražda
- 39 – Případ vysokého IQ
- 40 – Zkus mě chytit
- 41 – Smrt ve sklence vína
- 42 – Předveď dokonalou vraždu
- 43 – Jak vytočit vraždu
- 44 – Spiklenci
- 45 – Columbo jde pod gilotinu
- 46 – Vražda, kouř a stíny
- 47 – Sex a ženatý detektiv
- 48 – Velké podvody
- 49 – Vražda jako autoportrét
- 50 – Planý poplach
- 51 – Na programu vražda
- 52 – Odpočívejte v pokoji, paní Columbová
- 53 – Smrtící korunka
- 54 – Žonglér - Vražda v Malibu
- 55 – Columbo na univerzitě
- 56 – Vražda škodí zdraví
- 57 – Columbo a vražda rockové hvězdy
- 58 – Smrt bere jackpot
- 59 – Není čas na umírání
- 60 – Vrabec v hrsti
- 61 – Ve hře je všechno
- 62 – Motýl v šedých stínech
- 63 – Columbo v přestrojení
- 64 – Podivní spojenci
- 65 – Vražedné stopy
- 66 – Popel popelu
- 67 – Vražda s příliš mnoha notami
- 68 – Columbo má rád noční život

Columbo (edice Světový seriál, Aha!)
- 2 pilotní epizody – Vražda na předpis / Výkupné za mrtvého
- epizody 1/2 – Vražda podle knihy / Smrt nabízí pomocnou ruku
- epizody 3/4 – Semínko pochyb / Prázdný rám
- epizody 5/6 – Její příležitost / Past
- epizody 7/8 – Vražda podle plánu / Etuda v černém
- epizody 9/10 – Džungle ve skleníku / Rozhodující zápas
- epizody 11/12 – S dýkou v mysli / Rekviem pro zapadající hvězdu
- epizody 13/14 – Zločinný steh / Nebezpečná hra
- epizody 15/16 – Dvojitý šok / Sladká, leč smrtící
- epizody 17/18 –  To je vražda, řeklo portské / Kandidát zločinu
- epizody 19/20 –  Dvojexpozice / Vydat nebo zemřít
- epizody 21/22 –  Dobrá pověst nade vše / Labutí píseň
- epizody 23/24 –  V nouzi poznáš přítele / Osudné cvičení
- epizody 25/26 –  Obrácený negativ / Za úsvitu
- epizody 27/28 –  Rozbouřené vody / Vražda na videu
- epizody 29/30 –  Vrah zavolá v deset / Zapomenutá dáma
- epizody 31/32 –  Případ diplomatické imunity / Krize identity
- epizody 33/34 –  Smrt v aréně / Kouzelné alibi
- epizody 35/36 –  Poslední pocta komodorovi / Posvítit si na vraždu
- epizody 37/38 –  Staromódní vražda / Případ vysokého IQ
- epizody 39/40 –  Zkus mě chytit / Smrt ve sklence vína
- epizody 41/42 –  Předveď dokonalou vraždu / Jak vytočit vraždu
- epizody 43/44 –  Spiklenci / Columbo jde pod gilotinu
- epizody 45/46 –  Vražda, kouř a stíny / Sex a ženatý detektiv
- epizody 47/48 –  Velké podvody / Vražda jako autoportrét
- epizody 49/50 –  Planý poplach / Na programu vražda
- epizody 51/52 –  Odpočívejte v pokoji, paní Columbová / Smrtící korunka
- epizody 53/54 –  Žonglér - Vražda v Malibu / Columbo na univerzitě
- epizody 55/56 –  Vražda škodí zdraví / Columbo a vražda rockové hvězdy
- epizody 57/58 –  Smrt bere jackpot / Není čas umírat
- epizody 59/60 –  Vrabec v hrsti / Ve hře je všechno
- epizody 61/62 –  Motýl v odstínech šedi / Columbo v přestrojení
- epizody 63/64 –  Podivní spojenci / Vražedné stopy
- epizody 65/66 –  Popel popelu / Vražda s příliš mnoha notami
- epizoda 67 –  Columbo má rád noční život